# Wilhelm Stricker (Publizist)

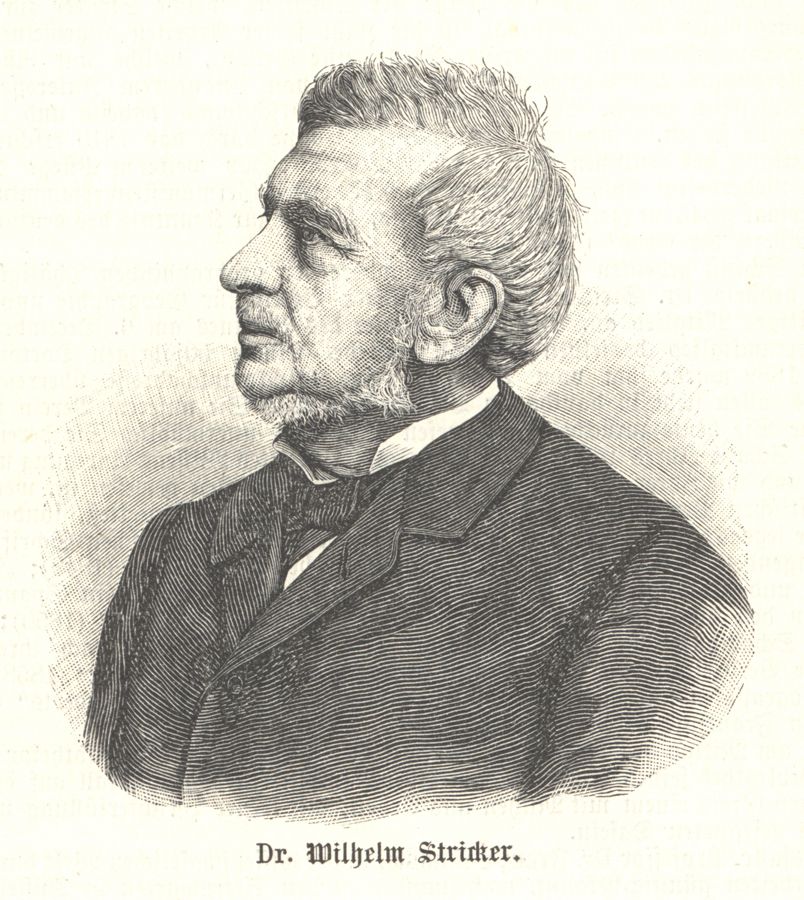
Wilhelm Stricker

Wilhelm Friedrich Carl Stricker (* 7. Juni 1816 in Frankfurt am Main; † 4. März 1891 ebenda) war ein deutscher Arzt, Historiker und Publizist.

## Leben
Wilhelm Stricker wurde 1815 als Sohn eines Kaufmanns in Frankfurt geboren. Er war ein Enkel des Pfarrers und Schulreformers Wilhelm Friedrich Hufnagel. Er besuchte in Frankfurt und Kreuznach das Gymnasium und studierte ab 1835 in Dresden im Collegium medico-chirurgicum. 1839 beendete er sein Studium in Berlin, zwischenzeitlich hatte er auch in Göttingen studiert. Nach dem Studium unternahm er Studienreisen nach Berlin, Paris und Italien. 1841 ließ er sich in Dresden nieder und arbeitete dort als Arzt, besonders beschäftigte er sich mit der Augenheilkunde. Da es ihm aber an Praxis fehlte, widmete er sich eher literarischen Arbeiten. Er schrieb in dieser Zeit Artikel für Zeitschriften, etwa „über das deutsche Sprachgebiet“ oder „über Auswanderung und Colonisation“. 1845 brachte Stricker ein Reisehandbuch für Ärzte und Naturforscher heraus.
1844 ließ er sich als Arzt in Frankfurt nieder. 1845 gründete er dort zusammen mit Philipp Gustav Passavant die Frankfurter Augenheilanstalt in von der Stiftung Blindenanstalt bereitgestellten Räumen in der Allerheiligengasse. In den folgenden Jahren arbeitete er als unbesoldeter Armenarzt in der 1831 gegründeten Armenklinik, im Hospital zum heiligen Geist, der Taubstummenanstalt und als ehrenamtlicher Bibliothekar der Senckenbergischen Bibliothek. 1847 bis 1850 brachte er die Zeitschrift „Germania. Archiv zur Kenntniß des deutschen Elements in allen Ländern der Erde“ heraus. 1847 veröffentlichte er ein erstes Buch, das sich mit der Geschichte der Naturwissenschaften in Frankfurt beschäftigte. Nach der Revolution 1848/49 überlegte Stricker auszuwandern und gab im Auftrag des Nationalvereins für deutsche Auswanderung und Ansiedlung die Zeitschrift „Deutscher Auswanderer“ heraus.
Stricker war Mitarbeiter der Allgemeinen Deutschen Biographie und des von August Hirsch herausgegebenen Biografischen Lexikon der hervorragenden Ärzte aller Zeiten und Völker. Julius Pagel hebt in einer Berliner Vorlesung Strickers 1865 erschienenes Buch „Beiträge zur ärztlichen Culturgeschichte. Fremdes und Eigenes gesammelt und herausgegeben von Wilhelm F. C. Stricker.“ hervor und schreibt, Stricker sei mit dieser „... wenig bekannten und beachteten Schrift der Vater des Begriffs „ärztliche Kulturgeschichte“ und damit auch der Sache selbst geworden.“
Ab 1854 war Stricker nach dem Tod von Christian Ernst Neeff zweiter Bibliothekar in der heutigen Universitätsbibliothek Johann Christian Senckenberg, ab 1863 erster. Diese Stelle behielt er bis zu seinem Tod am 4. März 1891, als er einem Schlaganfall zum Opfer fiel. Sein Sohn war der Wiesbadener Arzt August Stricker.
Stricker wurde 1875 Vorsitzender des 1845 von Heinrich Hoffmann gegründeten Ärztlichen Vereins. Er beschäftigte sich wissenschaftlich neben der Medizin auch mit Statistik, Ethnologie, Geschichte und Geographie. Er veröffentlichte hauptsächlich Aufsätze in verschiedenen Zeitschriften, aber auch historische Arbeiten über die Geschichte Frankfurts. Rudolf Jung schätzte Strickers historisches Werk als bearbeitungsbedürftig ein. Dies dürfte nach Jung wegen der sorgfältig angegebenen Quellen möglich sein.

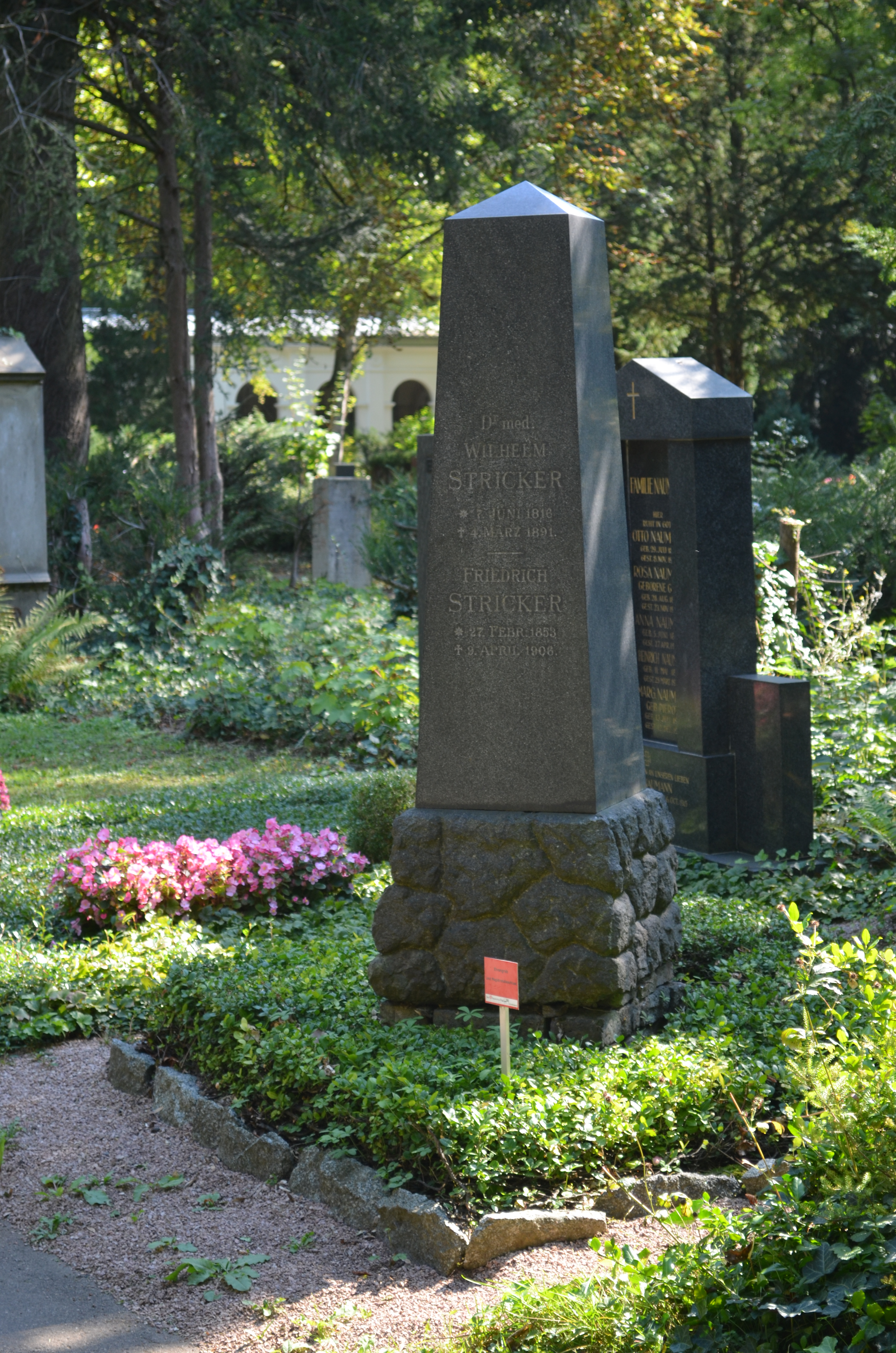
Grab auf dem Frankfurter Hauptfriedhof

Sein Grabdenkmal auf dem Frankfurter Hauptfriedhof ist ein Obelisk aus Syenit auf rustiziertem Sockel. Es steht unter Denkmalschutz und ist als Ehrengrab ausgewiesen.

## Schriften (Auswahl)
- Neuere Geschichte von Frankfurt am Main 1806–1866, Auffahrt, Frankfurt am Main, 1874 (Digitalisat auf Archiv.org)
- Geschichte der Heilkunde und der verwandten Wissenschaften in der Stadt Frankfurt am Main, Keßler, Frankfurt am Main, 1847 (Digitalisat Bayerische Staatsbibliothek)
- Beiträge zur ärztlichen Culturgeschichte, 1865, Auffahrt, Frankfurt am Main, 1865 (Digitalisat Bayerische Staatsbibliothek)
- Die Amazonen in Sage und Geschichte. C.G. Lüderitz, Berlin 1868, Band 61 (Digitalisat auf Archiv.org)